# Торриани, Орацио
Орацио Торриани, или Торриджани (итал. Orazio Torriani, Torrigiani; 1578, Браччано, Лацио — 1657, Рим) — итальянский архитектор и скульптор раннего классицизирующего барокко, работал в Риме, возможно, был учеником архитектора Доменико Фонтаны или, во всяком случае, членом его круга.

## Биография
Орацио Торриани (в прошлом иногда называемый Торриджани) впервые появляется в XVII веке в качестве руководителя работ по реконструкции церкви Сан-Лоренцо-ин-Миранда (проект Джакомо делла Порта), расположенной внутри храма Антонина и Фаустины на Римском форуме. Он разработал проекты фасада, по крайней мере, в первом заказе (завершённом к 1616 году), и главного алтаря (завершённого в 1637 году).
В 1624 году создал фасад древней базилики Сан-Бартоломео алл’Изола на острове Тиберина по заказу кардинала Трешио. Впоследствии он позаботился о ремонте церкви Сант-Амброджо-делла-Массима, недалеко от портика Оттавии, который он провёл по проекту архитектора Карло Мадерны между 1606 и 1634 годами по поручению Беатрис де Торрес, сестры аббатисы Олимпии де Торрес.
Затем последовали заказы в Трастевере от монахов-бенедиктинцев базилики Сан-Паоло-Фуори-ле-Мура, строительство церкви Сан-Франческо ди Паола (1624—1630) и многие другие работы.
В церкви Санти-Доменико-э-Систо на Квиринале, ныне церкви Папского университета Святого Фомы Аквинского (Ангеликум), двойная лестница и балюстрада, построенные в 1654 году, считаются его работой. Американский художник Джон Сингер Сарджент во время визита в Рим в 1906 году написал картину и сделал несколько карандашных набросков этой лестницы и балюстрады, написав в 1907 году: «Я сделал в Риме исследование великолепной изогнутой лестницы и балюстрады, ведущей к величественному фасаду, который превратил бы миллионера в червяка…». Картина теперь находится в Эшмоловском музее Оксфордского университета, а карандашные наброски в коллекции произведений искусства Гарвардского университета в Музее Фогга. Позже Сарджент использовал архитектурные особенности этой лестницы и балюстрады в портрете Чарлза Уильяма Элиота, президента Гарвардского университета в 1869—1909 годах.
Более тридцати других рисунков Торриани хранятся в Художественной библиотеке Берлина.

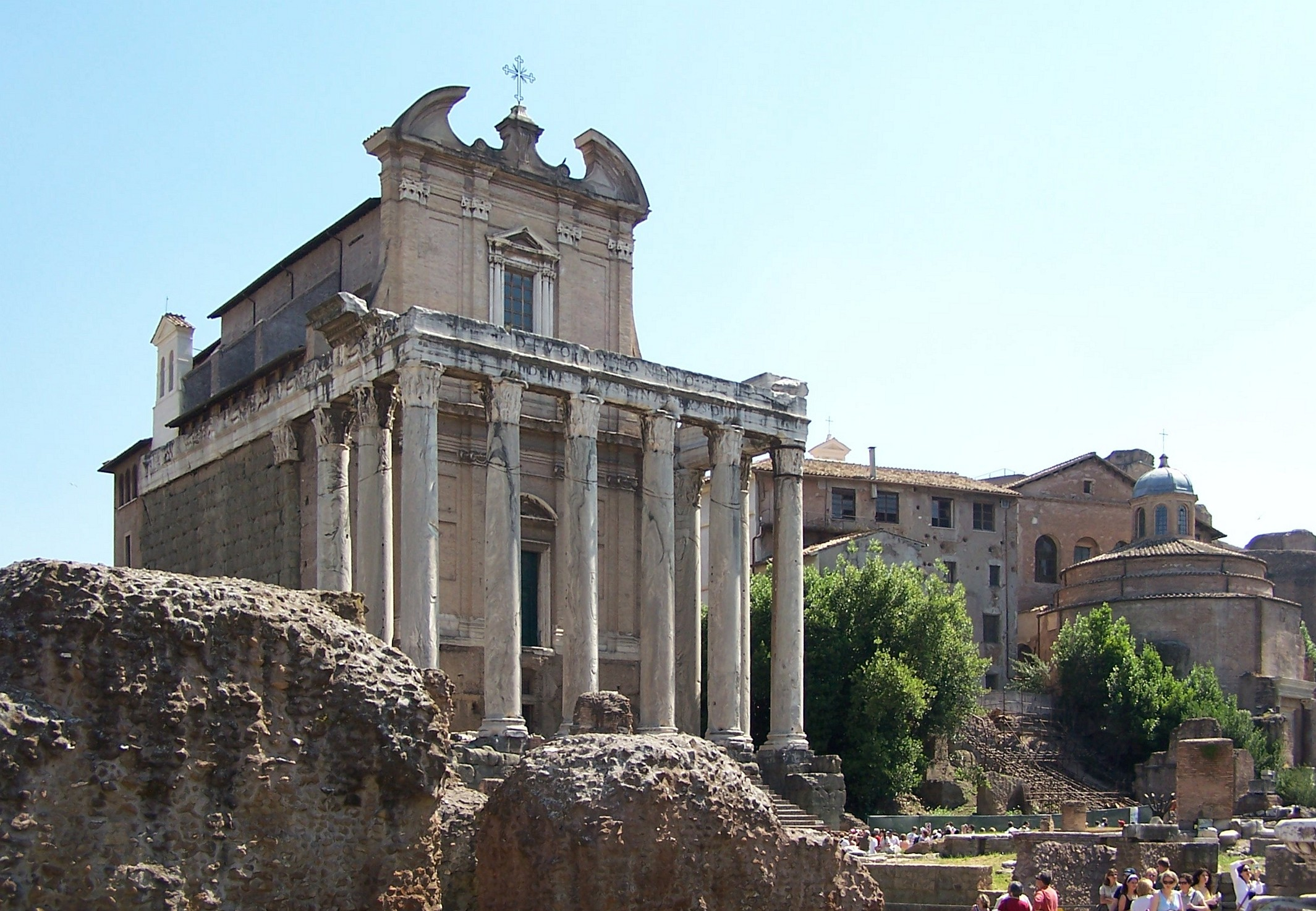
Церковь Сан-Лоренцо-ин-Миранда за колоннами храма Антонина и Фаустины на Римском форуме. 1602—1616
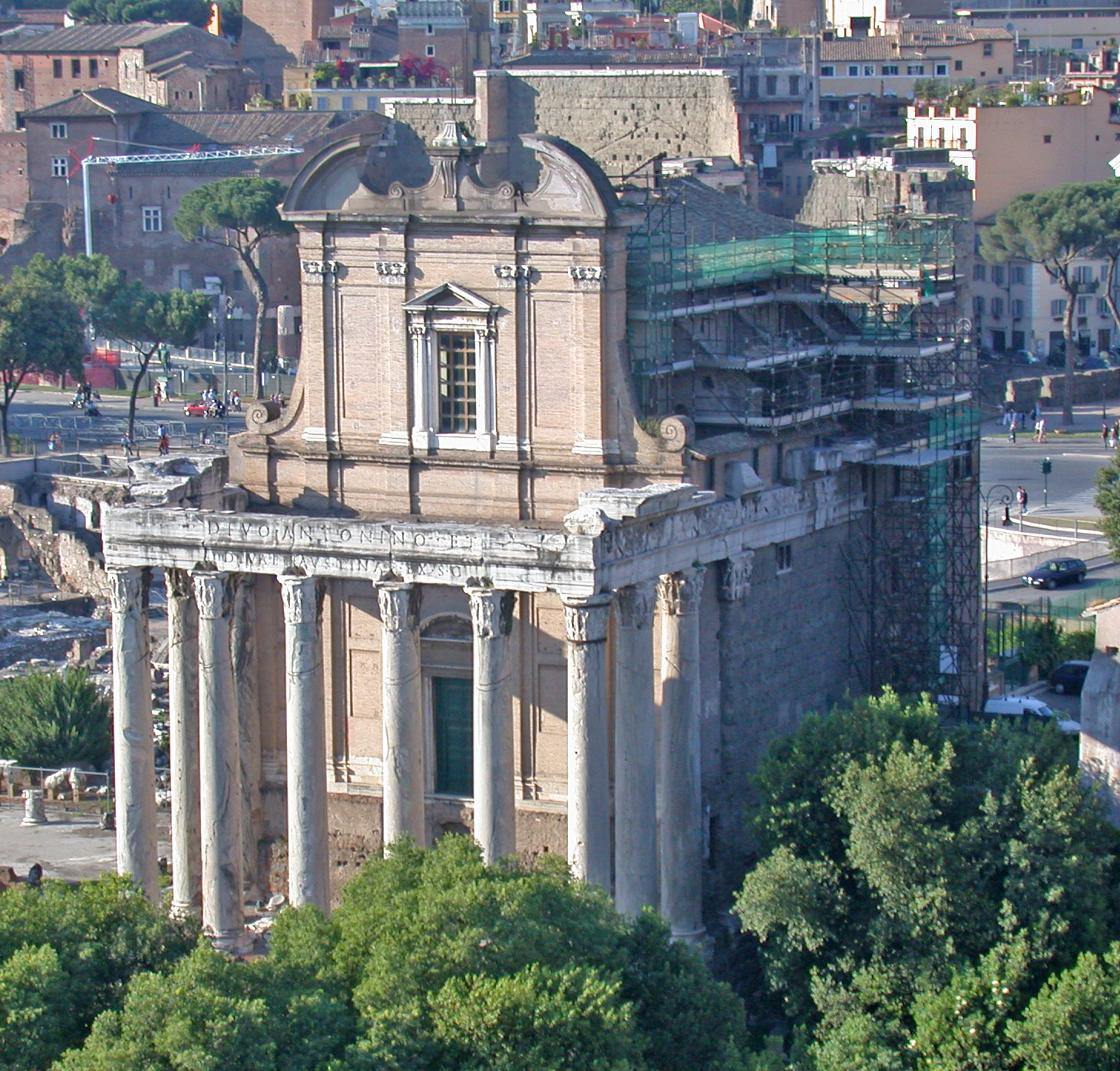
Строительство церкви Сан-Лоренцо-ин-Миранда
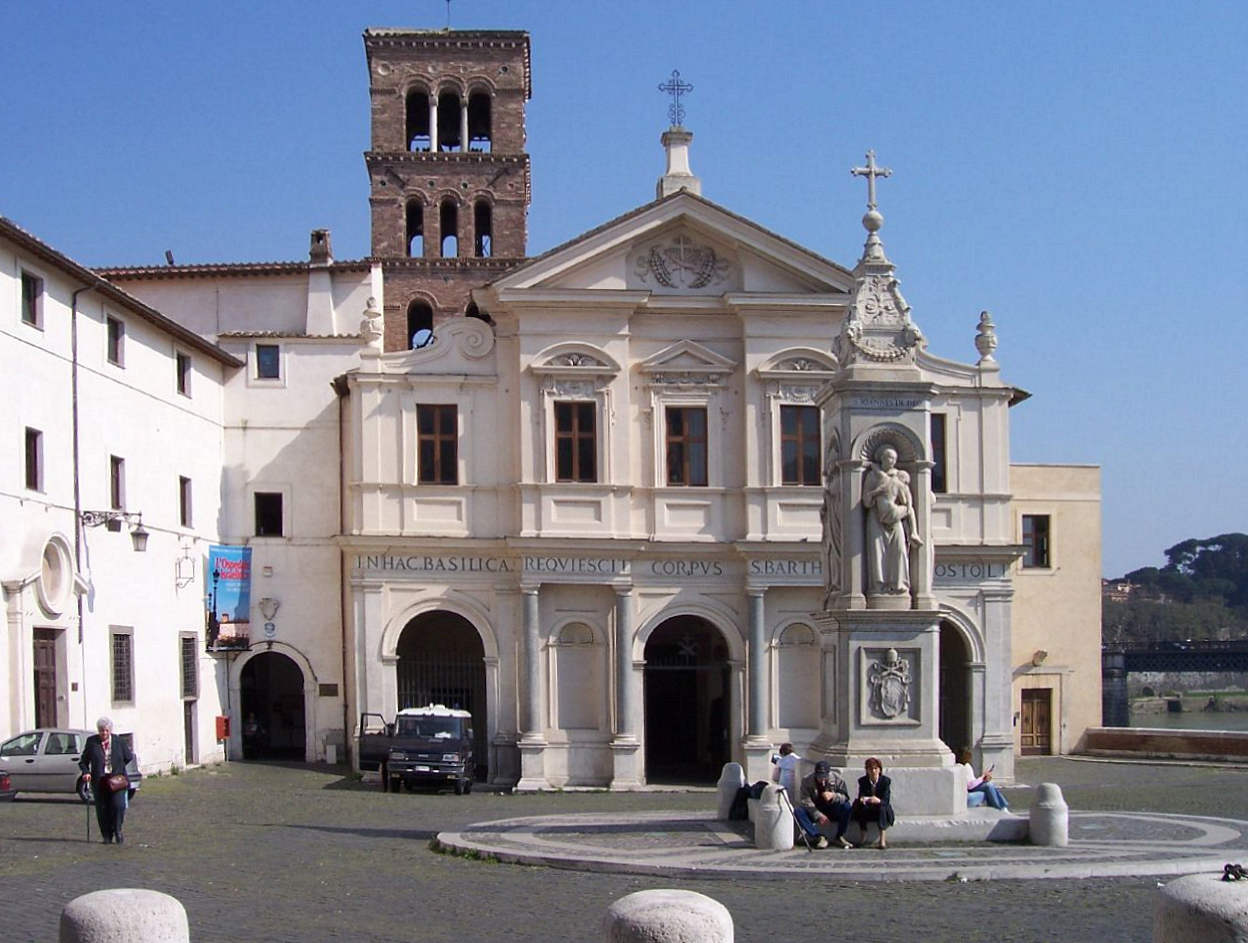
Базилика Сан-Бартоломео алл-Изола. Главный фасад. 1623-1624. О. Тиберина, Рим
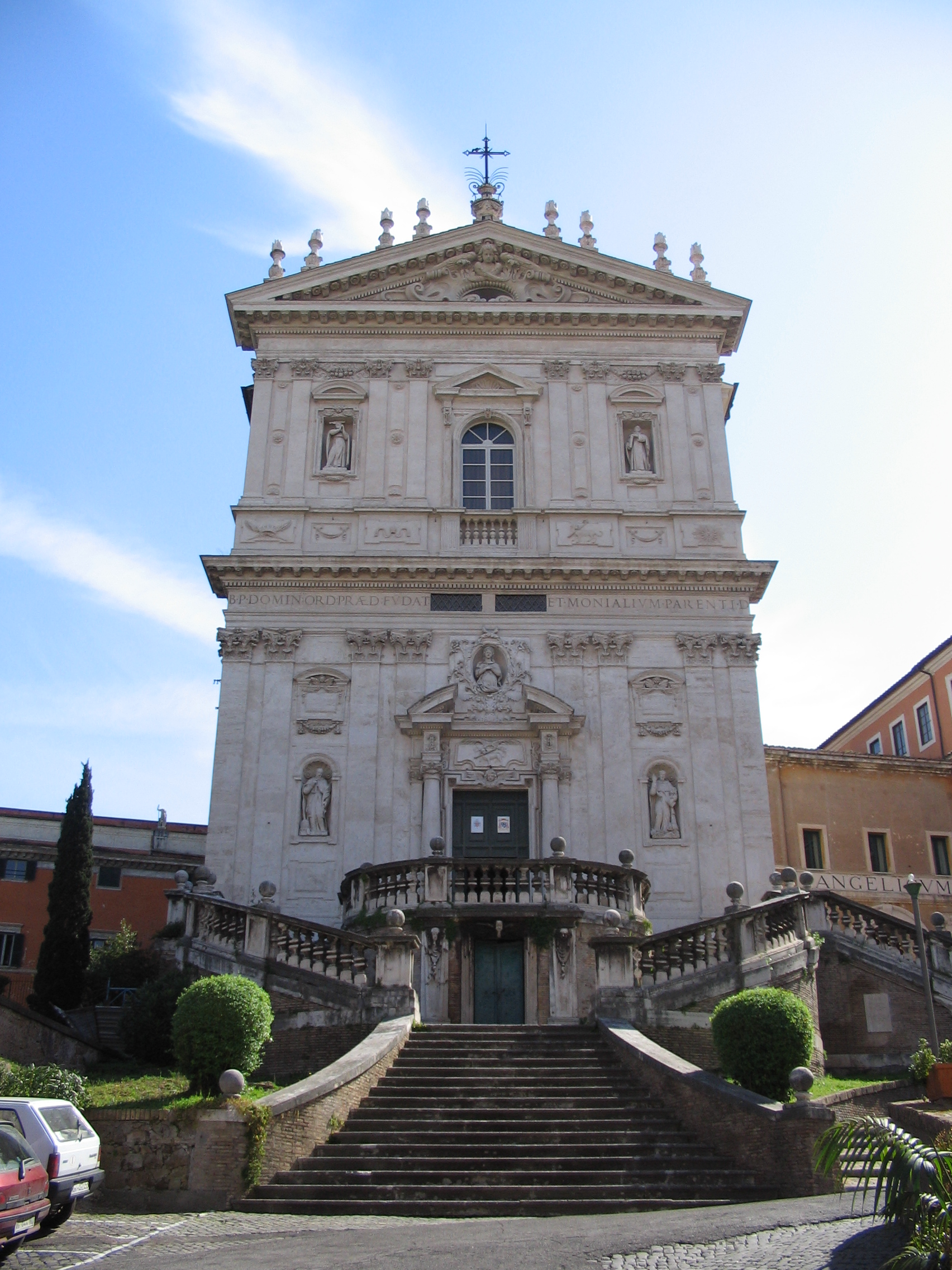
Церковь Санти-Доменико-э-Систо. Фасад и лестница. 1654. Рим